# だんじり
だんじり（壇尻・楽車・地車）とは日本の祭礼にて奉納される山車（だし）。「台尻」・「段尻」・「山車」とも表記される。
主に近畿地方・中国地方・四国地方などの祭礼で登場し、「曳きだんじり」と「担ぎだんじり」の2種類に大別される。地方によっては、太鼓台やふとん太鼓などをこう呼ぶ場合もある。